# 彼得伯勒 (紐約州)
彼得伯勒（英語：Peterboro）是位於美國紐約州麥迪遜縣的非建制地區。

## 歷史
彼得伯勒的郵局自1807年營運至今。

## 地理
彼得伯勒所處的海拔為高於海平面395米（即1296英呎），而該地所採用的時區為UTC-5，即北美东部时区（EST）。同時該地設有夏令時間，為UTC-5調快一小時，即UTC-4（EDT）。